# Sojuz TM-13
Sojuz TM-13 (ryska: Союз ТM-13) sköts upp i det sovjetiska rymdprogrammet och landade i det ryska rymdprogrammet. Flygningen gick till rymdstationen Mir. 
Farkosten sköts upp med en Sojuz-U2-raket från Kosmodromen i Bajkonur den 2 oktober 1991. Den dockade med rymdstationen den 4 oktober 1991.
Den 15 oktober 1991 flyttades farkosten från stationens främre dockningsport till Kvant-1-modulens dockningsport .
Den 14 mars 1992 flyttades farkosten tillbaka till stationens främre dockningsport.
Farkosten lämnade rymdstationen den 25 mars 1992. Några timmar senare återinträdde den i jordens atmosfär och landade i Kazakstan.